# Protocolo de Minnesota
El Protocolo de Minnesota o Protocolo modelo para la investigación legal de ejecuciones extralegales, arbitrarias y sumarias es un procedimiento modelo recomendado por el Alto Comisionado de las Naciones Unidas para los Derechos Humanos para investigar crímenes de lesa humanidad en los que se hubieran cometido ejecuciones ilegales.
El protocolo está orientado a evitar que los funcionarios del Estado que sean sospechosos de haber cometido crímenes de lesa humanidad puedan actuar o influir en la investigación. El protocolo recomienda que en estos casos se constituya una comisión investigadora independiente, con recursos y facultades suficientes, así como la posibilidad de recurrir a la ayuda de expertos internacionales en ciencias jurídicas, médicas y forenses. El protocolo incluye también un modelo de autopsia y otro modelo de exhumación y análisis de restos óseos, para que sea seguido no solo por los profesionales que las realicen, sino también por las partes involucradas, los periodistas, la ciudadanía y todos los observadores, con el fin de aumentar la transparencia del proceso.

## Revisiones
La primera versión del Protocolo fue elaborada en 1991 bajo el título de Manual de la ONU para la prevención efectiva y la investigación de ejecuciones extralegales, arbitrarias y sumarias, documento elaborado para acompañar los Principios de la ONU sobre prevención efectiva y la investigación de ejecuciones extralegales, arbitrarias y sumarias, aprobado dos años antes. Desde entonces el Protocolo ha sido revisado en sucesivas ediciones.
la última revisión y actualización se presentó en el año 2016 con el propósito de continuar con su relevancia.